# Banderoll (vimpel)
Banderoll (från franskans banderole = liten vimpel, ursprungligen från italienskans banderoula = vimpel, litet band, litet baner) är en smal vimpel placerad i spetsen på en lans.
Fladdrande banderoller används i avbildningar från och med medeltiden för att visa namn och tänkespråk. De förekommer även på trumpeter för kavalleriet och i flaggor och statsvapen. Från 1700-talet har banderoller även brukats som dekoration på militära fanor och trumpeter, ibland i form av flätade snören med tofsar.